# Gamera kontra Guiron
Gamera kontra Guiron (jap. ガメラ対大悪獣ギロン Gamera tai Daiakujū Giron) – japoński film typu kaijū z 1969 roku w reżyserii Noriaki Yuasy. Piąty film z serii o Gamerze.

## Fabuła
Podczas oglądania nieba przez teleskop, dwóch młodych chłopców, Akio i Tom, obserwuje statek kosmiczny opadający na pobliskie pole. Następnego dnia wraz z młodszą siostrą Akio, Tomoko jadą na miejsce w celu zbadania sprawy. Zafascynowanym dzieciom udaje się włamać do statku kosmicznego. Ale potem, bez ostrzeżenia, statek startuje. Docierają na tajemniczą planetę, gdzie jedynymi mieszkańcami wydają się dwie piękne kobiety o imionach Barbella i Florbella, które wyjaśniają, że ich planeta, znana jako „Terra”, krąży wokół Słońca dokładnie naprzeciw Ziemi, dlatego nigdy nie został odkryta przez ziemskich astronomów. Co więcej, Terra stoi w obliczu wyginięcia; planeta nie tylko staje się zimna, ale przejmują ją Kosmiczne Gyaosy, a obie kobiety są ostatnimi w swoim rodzaju. Jedyną ochroną jest nożogłowy potwór Guiron. Tymczasem Gamera dociera na Terrę, by ratować dzieci nieświadome prawdziwych intencji Barbelli i Florbelli.

## Obsada
- Nobuhiro Kajima – Akio
- Miyuki Akiyama – Tomoko
- Christopher Murphy – Tom
- Yuko Hamada – Kuniko
- Eiji Funakoshi – dr Shiga
- Kon Ohmura – Kondo
- Edith Hanson – matka Toma